# IndyCar Racing
IndyCar Racing es un videojuego de carreras de 1993 desarrollado por Papyrus Design Group y publicado por Papyrus Publishing y Virgin Interactive para DOS. Papyrus, formado por David Kaemmer y Omar Khudari, Indianapolis 500: The Simulator desarrollado anteriormente, lanzado en 1989.
El juego fue pensado como una simulación realista de la 1993 PPG Indy Car World Series de IndyCar. El juego contó con una selección de chasis y motores contemporáneos y ocho circuitos en los que se podía correr individualmente o como parte de una temporada de campeonato. Los paquetes de expansión posteriores agregaron siete pistas más y, más tarde, el Indianapolis Motor Speedway.
Al juego le siguió dos años más tarde una secuela, IndyCar Racing II.

## Jugabilidad
La simulación ofrece la posibilidad de competir en eventos individuales o en una temporada de campeonato completa (compuesta por todas las pistas instaladas y disponibles en la computadora del jugador); participar en sesiones de práctica, clasificación y calentamiento asociadas; configurar y personalizar el coche tanto en la pista como en un "garaje" exclusivo; y competir cara a cara contra otro jugador conectando dos computadoras, ya sea mediante módems que funcionen al menos a 9600 bit/s o mediante un cable de módem nulo conectado a los puertos serie de las computadoras.

### Conductores
El juego contó con la mayoría de los pilotos y equipos de la temporada de 1993, con la destacada excepción de Nigel Mansell. Mario Andretti y Danny Sullivan fueron incluidos en libreas genéricas.
La ampliación del Indianapolis Motor Speedway incluyó un taller de pintura que permitía al usuario crear libreas.

### Clasificación
Hay dos tipos principales de sesiones de clasificación: para los autódromos, presentaba una "sesión abierta" de diez minutos donde el jugador puede correr tantas vueltas como desee; Para los óvalos, sólo se corren dos "vueltas rápidas", contando la mejor de las dos velocidades promedio.
La ampliación del Indianapolis Motor Speedway Se ejecutan cuatro vueltas rápidas y se utiliza el promedio de las velocidades de las cuatro vueltas para determinar la posición en la parrilla.
En todos los casos, el jugador comienza la sesión de clasificación desde el pit lane y automáticamente ocupa el último lugar en la parrilla de la carrera. Como en el predecesor del juego, "Indianapolis 500: The Simulator", todas las posiciones de clasificación de los pilotos rivales están predeterminadas y, aunque algunos coches pueden estar en la pista durante el intento de clasificación del jugador, no realizarán más mejoras. a sus respectivos tiempos de vuelta o velocidades. Saltarse la sesión de clasificación deja al jugador al final de la parrilla.

### Carreras
Con la excepción de Indianápolis, todas las carreras comienzan con una salida parada con los coches en fila de dos en la parrilla, mientras que en Indianápolis los coches van de tres en fila. Se muestra un "tablero de boxes" en la pantalla cada vez que el jugador cruza la línea de salida/meta.

### Temporadas de campeonato
IndyCar Racing permite al jugador participar en una serie completa de fines de semana de carreras en cada pista disponible en la computadora, y los resultados de cada carrera cuentan para la clasificación del Campeonato. El juego crea automáticamente un calendario de temporada basado en la variedad de pistas instaladas.
Si hay un empate entre dos o más coches en el mayor número de vueltas lideradas, el coche que terminó la carrera en la posición más alta recibirá el punto. Los autos que chocan o se retiran tarde en una carrera y aún están entre los 12 primeros al final, aún se clasifican y se les otorga la cantidad adecuada de puntos.

### Función de reproducción instantánea
IndyCar Racing avanzó significativamente desde la innovadora pero limitada función de repetición instantánea en Indianapolis 500: The Simulator. Mientras que este último ofrecía una repetición de sólo los últimos 20 segundos de acción en la pista, y sólo desde la perspectiva del propio coche del jugador o del líder, "IndyCar Racing" almacena alrededor de una hora de metraje de varios ángulos de cámara y para cada uno de los autos activos en la pista. Los autos retirados o accidentados ya no se pueden seleccionar para verlos después de que se retiran de la pista. También se puede guardar un número ilimitado de repeticiones.

### Se bloquea
Cualquier oponente podría estrellarse en cualquier momento durante la carrera (aunque sujeto a varias limitaciones que se detallan a continuación). Si se elige la opción "banderas amarillas" en la selección del menú "OPCIONES"/"REALISMO", banderas amarillas se agitarán inmediatamente y se iniciará un período de conducción a velocidad reducida sin pista comenzará el adelantamiento. Paradas en boxes aún se pueden realizar durante los períodos de precaución y, de hecho, si se produce un accidente cerca de una "ventana" de parada en boxes estándar, la mayoría de los coches normalmente aprovecharán la oportunidad para entrar en boxes. Asimismo, los autos pueden retirarse por falla mecánica durante un período de precaución.
La carrera bajo condiciones de bandera verde se reanuda algunas vueltas más tarde (varía de pista a pista) cuando el líder entra en la recta final. Los autos chocados muestran "Crashed" junto a su número y nombre del conductor tanto en el resumen como en la tabla de clasificación completa.

## Recepción
Los envíos de IndyCar Racing a los minoristas superaron las 400,000 unidades en 1999. Según Gord Goble de GameSpot, las ventas globales del juego totalizaron aproximadamente 300.000 unidades en 2004. Llamó a esta actuación "un paso definitivo respecto al esfuerzo inaugural de 1989 y una verdadera pluma en la gorra".
Computer Gaming World en 1994 llamó IndyCar Racing "el único simulador de conducción actual donde 180 mph se siente como 180 mph", elogiando la simulación de drafting, Comportamiento de los conductores de IA y representaciones precisas de las pistas de carreras, al tiempo que critica la documentación. La revista concluyó que "es el juego de conducción más puro jamás lanzado al público".
IndyCar Racing fue nombrado Mejor Programa Deportivo en los premios Codie de 1994. Ganó el premio al Juego de simulación del año de Computer Gaming World en junio de 1994. Los editores llamaron al juego "el sueño de los aficionados a los deportes de motor hecho realidad". IndyCar Racing fue finalista del premio "Electronic Entertainment de 1993 al "Mejor juego", que finalmente fue para X-Wing. Los editores escribieron que "es tan realista que A.J. Foyt podría usarlo para practicar".
En 1994, PC Gamer US nombró a IndyCar Racing el vigésimo mejor juego de computadora de todos los tiempos. Los editores escribieron que "se ve genial, suena genial y se siente genial". Ese mismo año, PC Gamer UK lo nombró el noveno mejor juego de computadora de todos los tiempos, calificándolo como "claramente el mejor juego de deportes de motor para PC".